# Сорокская крепость
Соро́кская кре́пость (рум. Cetatea Soroca) — молдавская крепость XV века, в городе Сороки. 16 мая 2015 года была открыта после реконструкции.

## Расположение
Крепость располагается на правом берегу реки Днестр, в городе Сороки, примерно в 160 км к северу от Кишинёва.

## История
Сорокская крепость была построена Штефаном Великим в последней четверти XV века. Так гласит местная традиция, которая объясняет её название тем, что господарь установил «сорок» (срок возведения крепости). В 1499 году документального упоминается Косте — первый пыркэлаб крепости. Крепость Сорока была построена как оборонительное укрепление против хищных татарских орд, которые через днестровские переправы вторгались в Молдову. Сорока не была большой крепостью с двумя рядами стен, как Сучава, Четатя Албэ или Хотин, а только небольшим укреплением, замком для укрытия стражников против татар.
Некоторые историки, в том числе Дмитрий Кантемир, Константин Стамати, Замфир Арборе и Николае Йорга, считают, что Сорокская крепость была построена на месте бывшей генуэзской фактории Ольхиония, где складировались товары, привезенные из Подолии. Ольхиония будто бы было укрепленным поселением на пути из Четатя Албэ в Сучаву. Но на данный момент нет археологических доказательств в поддержку этой гипотезы.
Археологические исследования обнаружили вокруг города поселения, характерные для культуры Триполье-Кукутень, бронзового века, эпохи раннего железа и другие, вплоть до эпохи средних веков, но следы древней колонии Ольхиония (около 500 лет до н. э.) не были идентифицированы, как не были найдены и следы древней крепости даков Саргус (называемой еще Саргидава, Крахита или Крахидава), которые, по мнению некоторых историков прошлых веков, находились в этой зоне.
В конце XVII века, во время пребывания в крепости гарнизона из 2000 польских солдат, были сделаны ряд изменений. К стенам были пристроены еще 13 помещений для хранения пороха, а над ними — комнаты для проживания. Интервалы между зубцами были закрыты и оставлены только отверстия для легких ружей. Для польских солдат были построены казармы за пределами крепости, и вся площадь окружена земляным валом и рвом.
Крепость Сорока в качестве самой восточной точки обороны Молдовы на протяжении своей истории была ареной самых ужасных вторжений. Здесь, у подножия её стен, проходили жестокие сражения.

## Архитектура крепости
Крепость имеет округлую форму, диаметр внутреннего двора — 30,5 м. Пять башен крепости — четыре круглых и одна квадратная над входом — расположены на равном расстоянии друг от друга. Стены крепости толщиной 3,05 м, высотой 21 м, с отверстиями на уровне земли, углублены в плато еще на 7 м, вплоть до слоя твердых пород. В верхней части крепости, в которой доминируют башни, поднимающиеся на 4 м над стенами, находятся бойницы. Внутренние стены крепости опоясаны тремя рядами деревянных галерей, поддерживаемых консольными балками, которые предназначались для защитников крепости. Вход в крепость через арку квадратной башни со стороны Днестра закрывался двумя массивными воротами, которым предшествовала решетка. Под входом в подвале находились две «ловушки». Над входом располагалась часовня крепости с выходом на первую галерею. У часовни был портал в форме стрельчатой арки с орнаментом в стиле молдавской готики. Входить в помещения башен можно было с деревянных галерей, связанных между собой внешними лестницами. На дозорном пути у зубцов стен, частично в их толще, хранилось оборонительное вооружение. В центре крепости был вырыт колодец.
Размеры и форма Сорокской крепости очень важны для понимания её происхождения и места в системе обороны средневековой Молдовы. Эта крепость — современница лучших достижений итальянского Возрождения, и она похожа на многие крепости северной Италии (особенно заметно сходство с замком Капрарола), но есть достаточно элементов, которые отличают их. Небольшие размеры крепости, внутренний диаметр, равный 100 шагам, позволяют вписать Сорокскую крепость в ряд замечательных достижений европейской архитектуры, будучи свидетельством опыта её мастеров в искусстве строительства.

## Историческая ценность
Сорокская крепость является уникальным памятником оборонного зодчества средневековой Молдовы. Письмо молдавского господаря Петра Рареша от 23 апреля 1543 года, адресованное магистру Бистрицы в Трансильванию, в котором господарь просил отправить мастеров и подмастерьев для строительства укреплений в Сороках, считается решающим аргументом для датировки каменной крепости. Каменная крепость, которую мы видим сегодня, была построена группой каменщиков из Трансильвании под руководством мастера Якова, оставившего надпись внутри крепости: «построил это замок Яков». До того как была возведена каменная крепость, здесь было укрепление из дерева и земли, которое упоминается лишь в 1499 году, хотя существует мнение, что оно была возведено раньше. В ходе археологических раскопок, которые проводились в крепости, были найдены остатки деревянных укреплений.
Сорокская крепость изображена на задней стороне бумажной купюры достоинством 20 леев, а также на заднем плане молдавского удостоверения личности.

## Галерея
- Вид с Днестра на Сорокскую крепость
- Внутренний двор крепости
- Колодец